# NGC 3059
NGC 3059 (другие обозначения — ESO 37-7, IRAS09496-7341, PGC 28298) — галактика в созвездии Киль.
Этот объект входит в число перечисленных в оригинальной редакции «Нового общего каталога».
Вдоль большой оси бара галактики лучевые скорости звёзд постоянны, но при движении в направлении, перпендикулярном бару, наблюдается их увеличение. Дисперсия звёздных скоростей практически постоянна в перемычке, но падает снаружи неё.